# Grut (Bier)

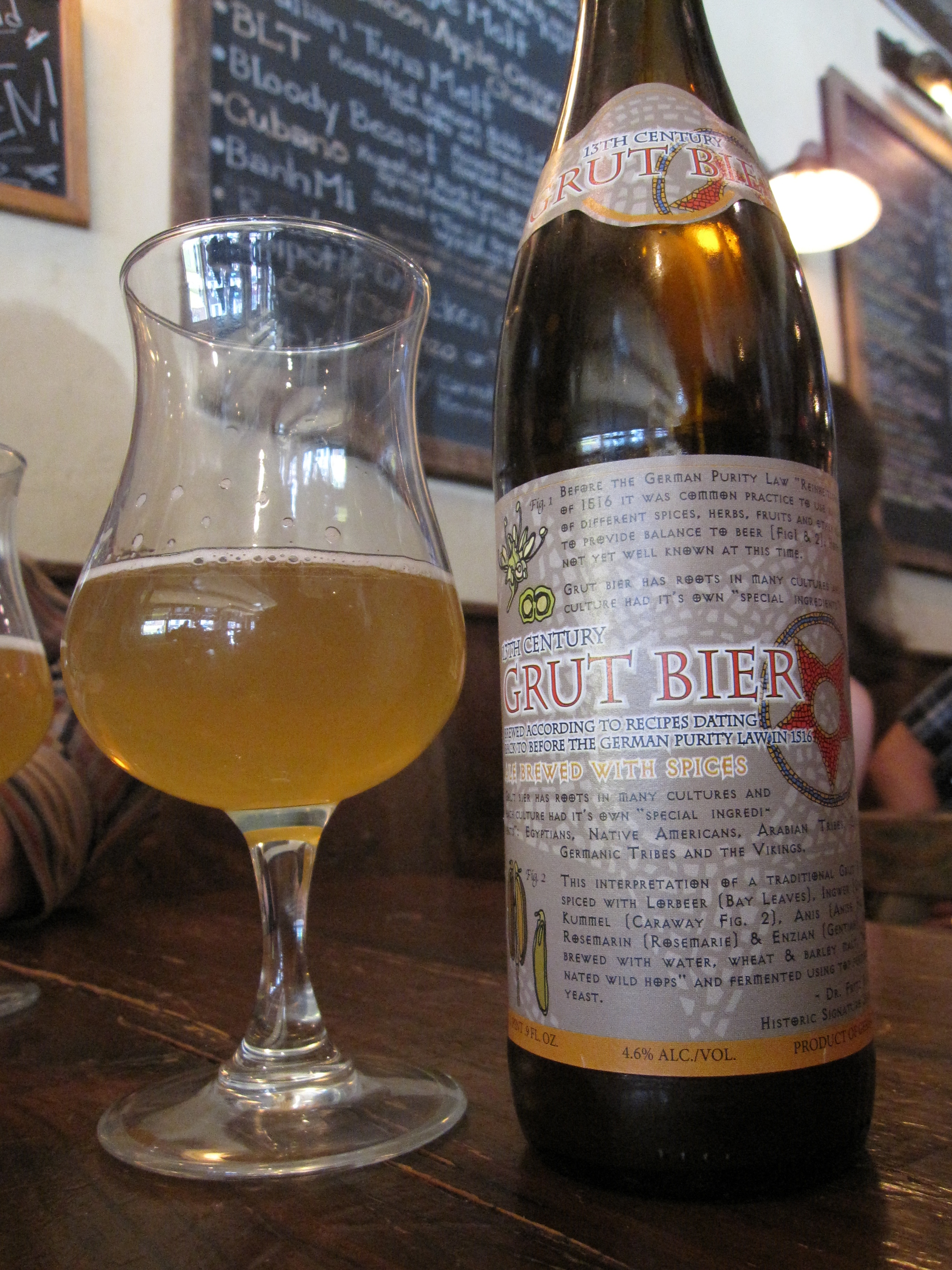
Ein nach einem Rezept aus dem 13. Jahrhundert gebrautes Grutbier

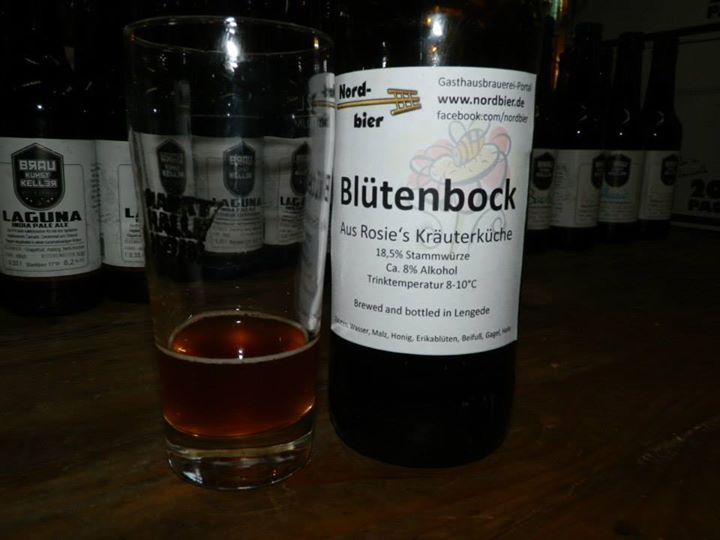

Grut (auch Gruit) ist eine in ihrer Zusammensetzung variable Kräutermischung, die zum Würzen von Bier eingesetzt wird. Klassisch mit Grut gebraute Biere werden auch als Grutbiere bezeichnet und waren über Jahrhunderte vor allem entlang der Nordseeküste weit verbreitet, zwischen dem 13. und dem 16. Jahrhundert wurden sie zunehmend vom Hopfenbier verdrängt.

## Name
Die Bezeichnungen „Grut“, „Gagel“ und „Porst“ wurden früher in Nordeuropa oft synonym verwendet, weshalb ihre Unterscheidung in alten Quellen Schwierigkeiten bereitet. Sowohl der Sumpfporst (Rhododendron tomentosum, Wilder Rosmarin) als auch der Gagelstrauch  (Myrica gale) wurden in Nordeuropa schon früh zum Bierbrauen verwendet. Solche Biere heißen seit dem Mittelalter Grutbier.
Viele Wörter des mittelalterlichen Brauwesens gehen auf die Bezeichnung „Grut“ zurück, wie  Grutrecht oder Gruthaus und mehrere Familiennamen lassen sich davon ableiten, wie zum Beispiel Grüter, Gruiter oder de Gruyter.

## Zusammensetzung

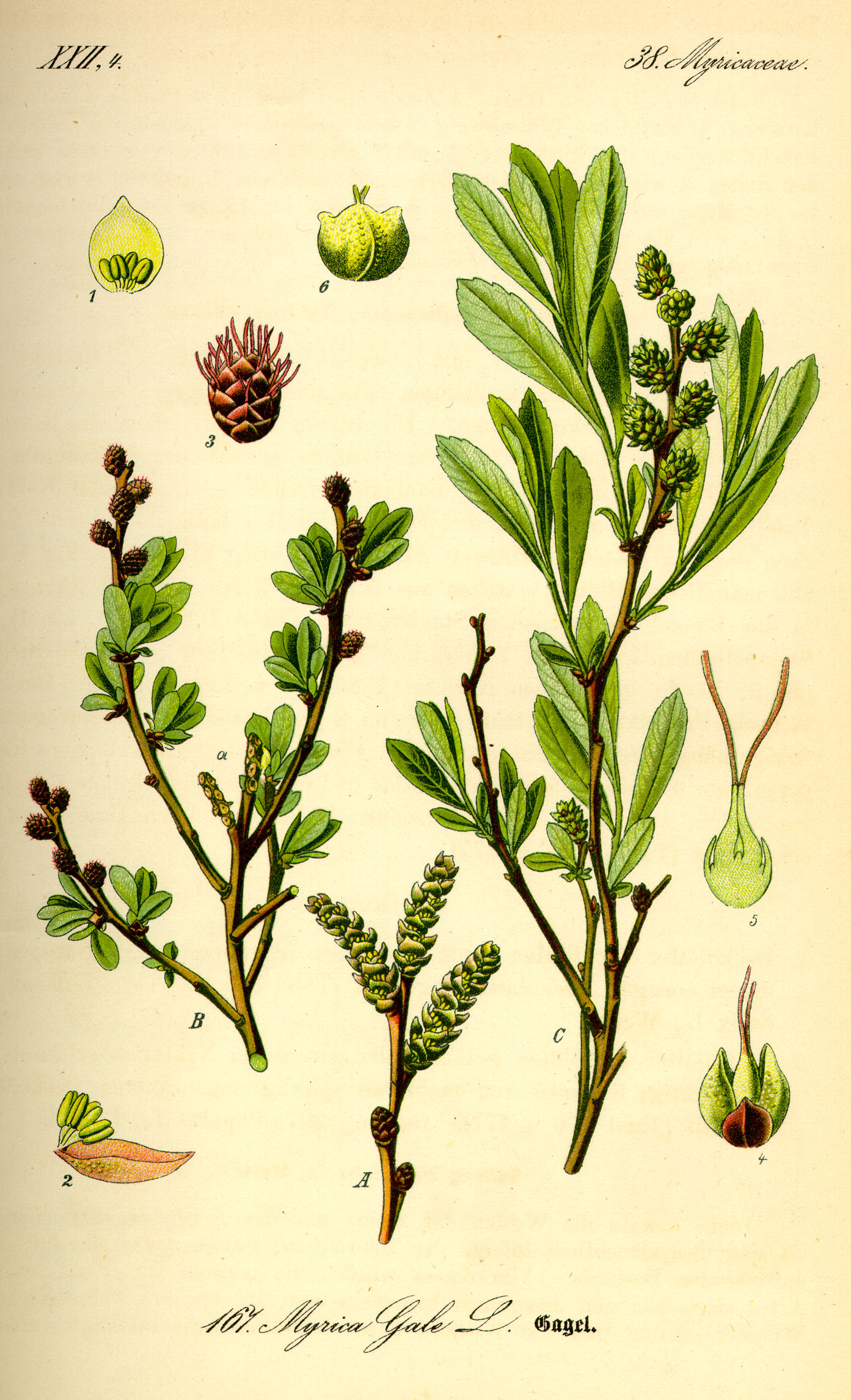
Grutzutat Gagel (Myrica gale)

Die jeweilige Zusammensetzung des Grut variiert. Die häufigsten Zutaten sind Porst (insbesondere Schweden und Baltikum) und Gagel (insbesondere Norddeutschland, Dänemark, Niederlande, Belgien, England). Aber auch Schafgarbe, Heidekraut, Beifuß, Rosmarin, Thymian, Salbei, Lorbeer, Mädesüß, Anis, Kümmel, Wacholder, Koriander, Fichtensprossen, Wermut und bisweilen Hopfen werden verwendet. Diese Zutaten verleihen den mit Grut gebrauten Bieren ein fruchtig-würziges Aroma. Wichtigstes Braugetreide im Mittelalter war der Hafer. Laut dem Biochemiker Franz Meußdoerffer verträgt sich Hafer als Braugetreide geschmacklich nicht mit Hopfen. Es falle auf, dass sich die Gerste zum dominierenden Braugetreide entwickelte, als sich der Hopfen als Bierwürze durchsetzte. Ähnlich der auch heute noch bekannten Berliner Weiße waren die Grutbiere im Mittelalter aufgrund einer Milchsäuregärung säuerlich. Auch dieses Brauverfahren verträgt sich laut Meußdoerffer schlecht mit einer Hopfung, da Hopfen wegen seiner antimikrobiellen Eigenschaften die Milchsäurebakterien abtötet. Die Milchsäure sorgte für eine gewisse Stabilität und Haltbarkeit der Biere. Zum Teil wurden auch Kräuter wie Gundermann sowie Eschenblätter, die Bitterstoffe mit antibakterieller Wirkung enthalten, in Grutbieren verwendet, um die Haltbarkeit zu verbessern.
Der Sumpfporst enthält ein ätherisches Öl (Ledumöl; Hauptwirkstoff Ledol), das berauschend und die Alkoholwirkung verstärkend wirkt. Gelegentlich wurden auch Zusätze wie Schwarzes Bilsenkraut, Tollkirsche und Taumel-Lolch beigefügt, die halluzinogene Eigenschaften besitzen. Der Ethnopharmakologe Christian Rätsch sieht im Reinheitsgebot daher ein frühes Drogengesetz. Es bestehe der Verdacht, dass der Gebrauch heidnischer Ritualpflanzen unterdrückt werden sollte.
Frederik Ruis vertritt die Ansicht, dass es sich bei Grut um einen mit Kräutern versetzten Malzextrakt handelt. Er verweist dabei auf das von Matthias de l’Obel beschriebene englische graut hin, das durch Einkochen von Malz gewonnen wird und als Bierzutat bekannt war. Die Zugabe eines Malzextrakts zu Bier und die daraus resultierende erneute Gärung würde demnach die lateinische Bezeichnung von Grut als ein fermentum erklären.

## Geschichte

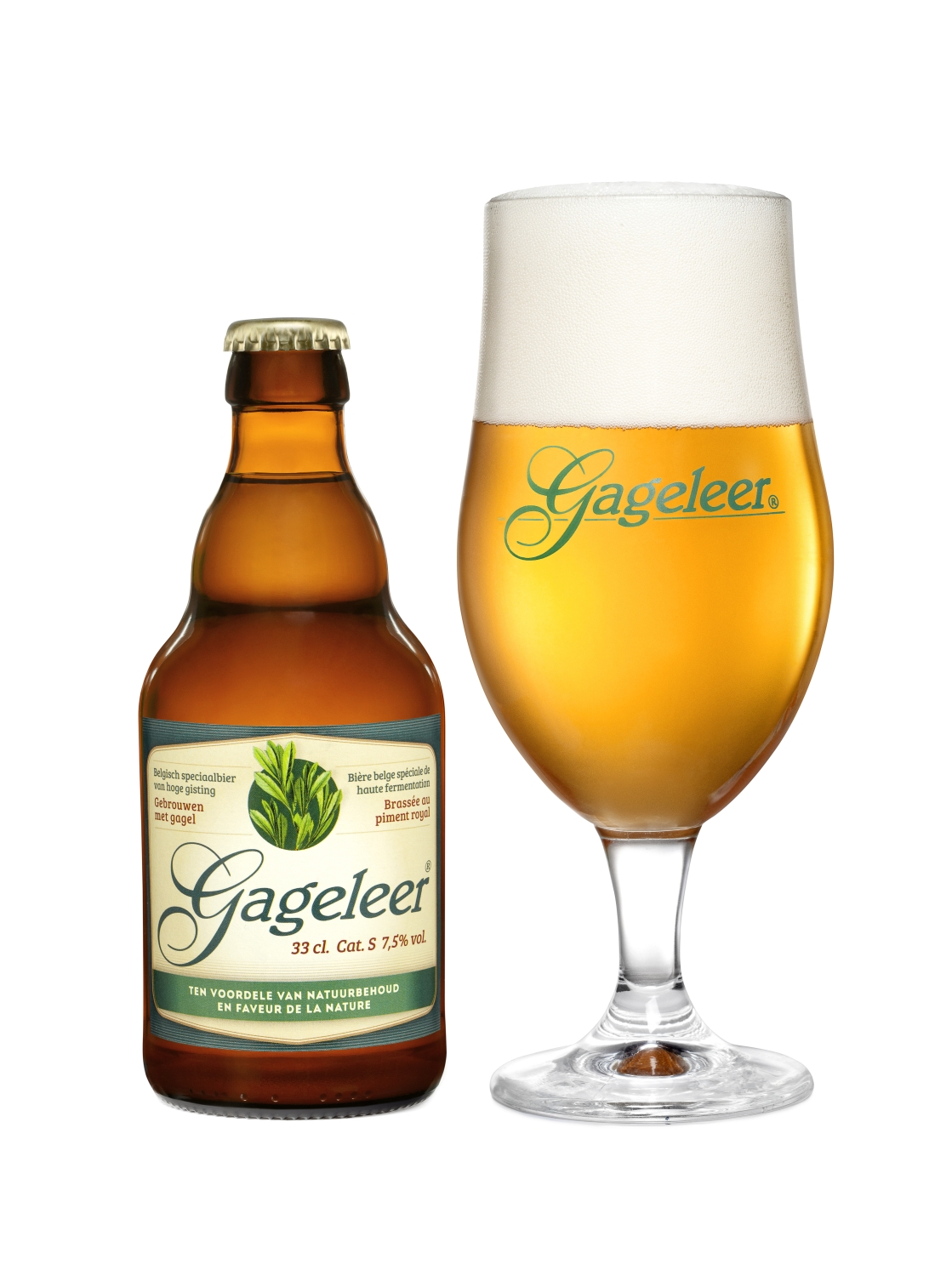
Das mit Gagel gebraute Biobier Gageleer

Aufgrund von archäologischen Funden im Gebiet der Rheinmündung kann angenommen werden, dass Gagel dort bereits zur Zeit Christi Geburt zum Bierbrauen verwendet wurde. Die erste Erwähnung des Gruts als Bierzutat, damals noch unter seiner lateinischen Bezeichnung materia cervisiae, geht auf das Jahr 974 zurück, als der römisch-deutsche Kaiser Otto II. per Erlass die Grutrechte, das heißt das Recht des Handels mit Grut, an die Kirche von Lüttich übertrug. Die Bezeichnung „Grut“ wurde erstmals im Jahr 999 erwähnt, als der römisch-deutsche Kaiser Otto III. der Martinuskirche in Utrecht das Grutrecht schenkte.
Obwohl Hopfenbiere bereits in der nordischen Mythologie bekannt waren, blieben Kräuterbiere bis in das 13. Jahrhundert im norddeutschen und niederländischen Raum sowie in Flandern vorherrschend. Seit dem 13. Jahrhundert drang das Hopfenbier aus den deutschen Hansestädten, für die es ein wichtiges Exportprodukt war, in die Grutbiergebiete ein. Die Inhaber der Grutrechte versuchten über reglementierende Vorschriften, das Vordringen der Hopfenbiere abzuwehren, konnten dessen Ausbreitung jedoch nur verzögern. Die Hopfenbiere konnten sich vor allem durchsetzen, weil sie wegen der konservierenden Wirkung des Hopfens haltbarer als Grutbier waren, das schnell verdarb und daher nicht exportiert werden konnte. Zudem war der Hopfen als Bierwürze billiger als die Grut, und auch geschmackliche Gründe mögen eine Rolle gespielt haben. So beklagte 1548 der Stadtchronist von Dortmund, Dietrich Westhoff, eine regelrechte Verdrängung des Grutbiers durch andere Sorten, so dass schließlich „des edeln gruten beers wenig gebrouwert wert“. Seit dem 16. Jahrhundert wird das Grutbier mit Vergiftungen in Verbindung gebracht, die immer häufiger zu Verboten führten. Inzwischen durchgeführte chemische Untersuchungen konnten jedoch keine schädlichen Inhaltsstoffe identifizieren.

## Grutbiere heute

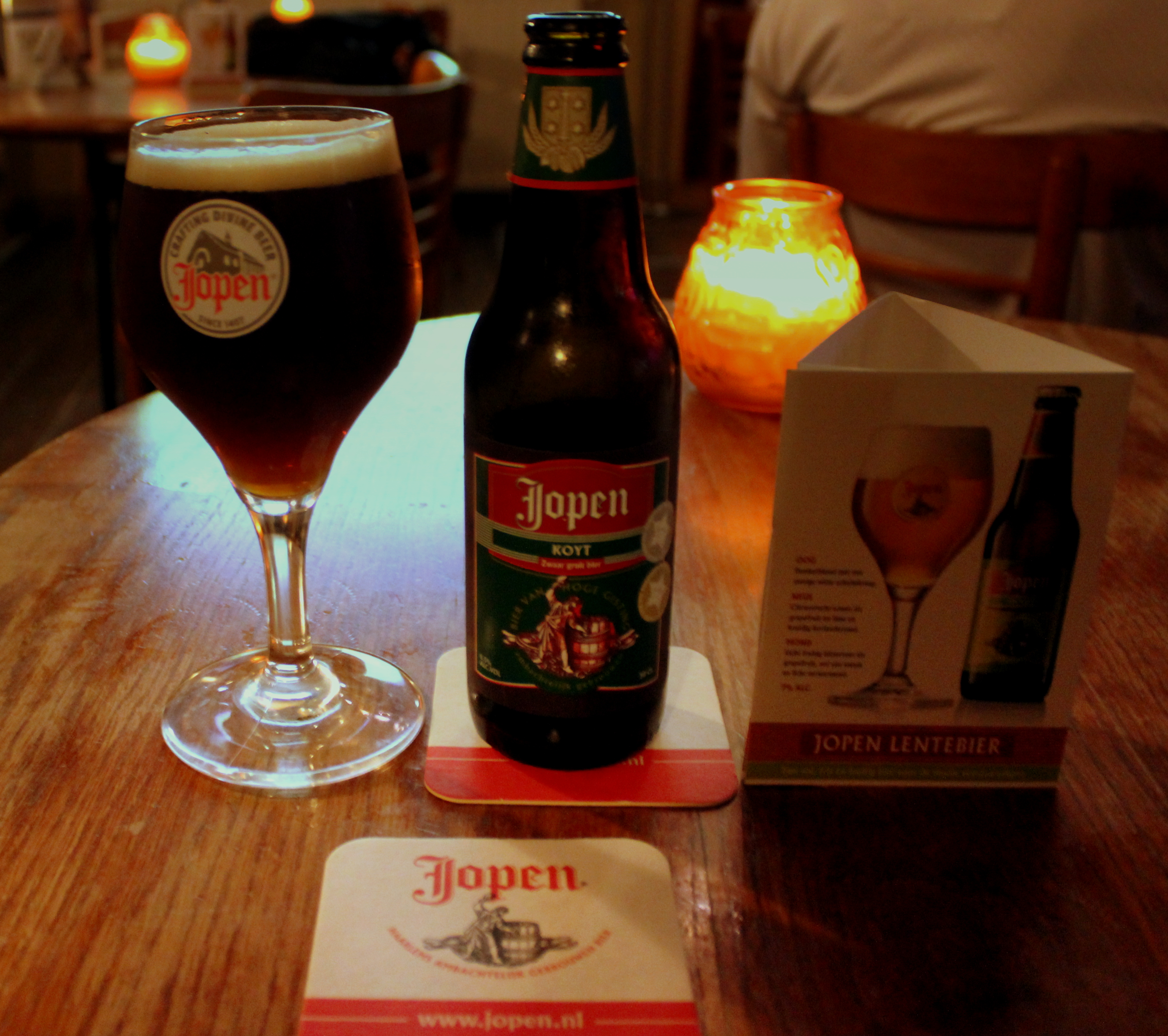
Koyt Gruitbier der Brauerei Jopen

Auch heute gibt es in einigen Ländern noch – oder wieder – Grutbiere, zum Beispiel Porse Guld von der Brauerei Thisted in Dänemark, Koyt Gruitbier der Brauerei Jopen aus den Niederlanden, Gruit Kopernikowski von der Brauerei Kormoran aus Polen, Grozet Gooseberry von der Brauerei Williams in Schottland, Myrica von der Brauerei O’Hanlons in England oder Gageleer von der Brauerei De Proefbrouwerij ä Steenbrugge der gleichnamigen Brauerei in Belgien. In Deutschland gibt es die Porse von der Ricklinger Brauerei, die historischen Brauspezialitäten der Weißenoher Klosterbrauerei und einige Bierspezialitäten vom Gruthaus in Münster.
Ausgehend von den USA hat sich seit 2013 eine weltweite Initiative von Kleinbrauereien gebildet, die jeweils den 1. Februar des Jahres zum Internationalen Tag des Grutbieres ausgerufen hat und auf diese Weise versucht, diesen Bierstil wiederzubeleben. Am GruitDay 2018 beteiligten sich 62 Brauereien aus elf Ländern.